# Wapakoneta
Wapakoneta ist eine City in Auglaize County, Ohio. Sie ist die Geburtsstadt des Astronauten Neil Armstrong und Sitz der Countyverwaltung (County Seat) des Auglaize Countys. Nach der Volkszählung im Jahr 2020 hat sie 9.957 Einwohner.

## Geographie
Nach den Angaben des United States Census Bureaus hat die Stadt eine Gesamtfläche von 14,8 km². 14,7 km² davon ist Landfläche und 0,2 km² davon ist Wasserfläche. Damit ist 1,05 % der Fläche Wasserfläche.

## Demografische Daten

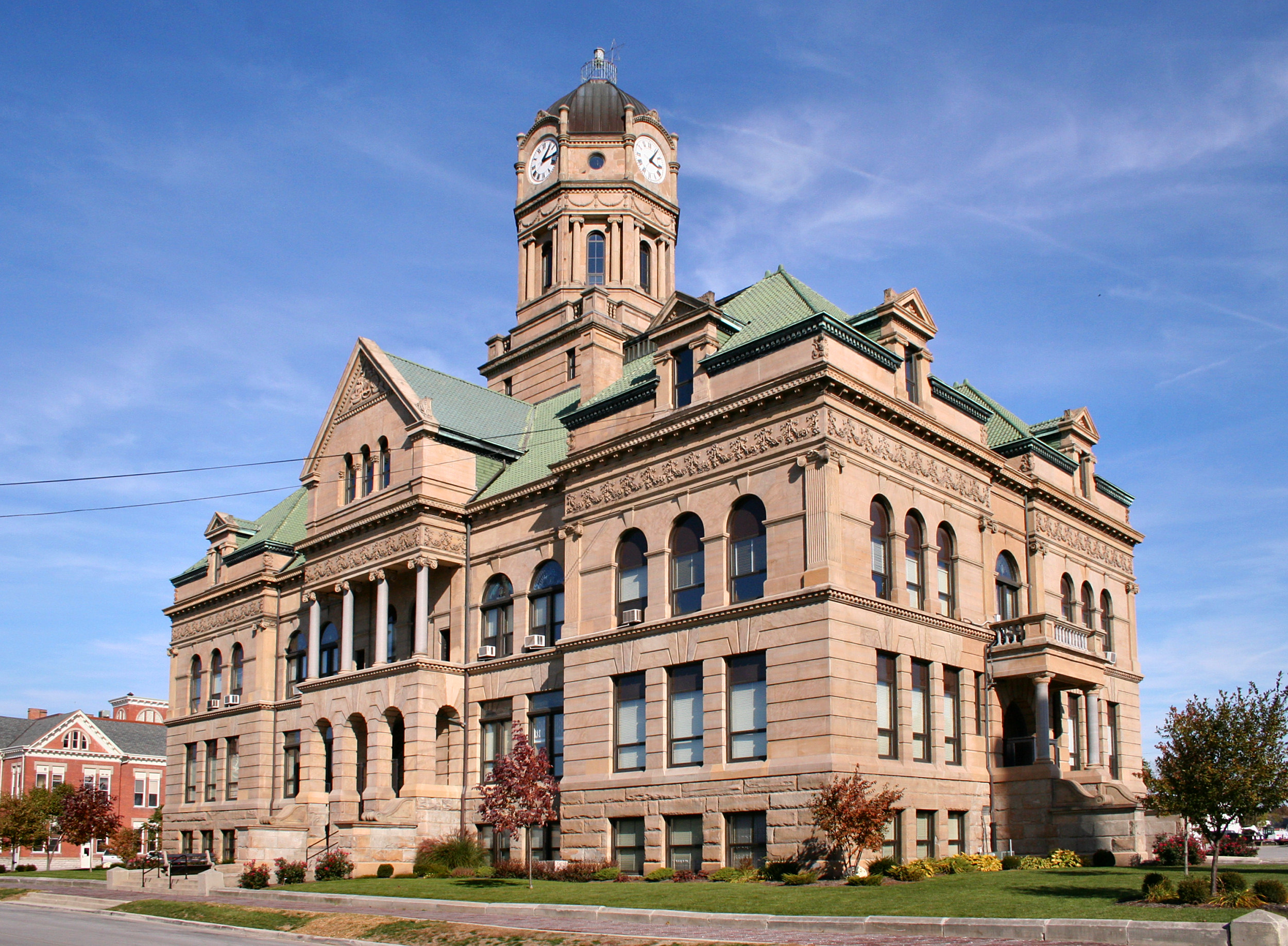
Das Gerichtsgebäude des Auglaize Countys in Wapakoneta

Nach der Volkszählung im Jahr 2000 hat die Stadt 9474 Einwohner, 3803 Haushalte und 240 Familien. Die Bevölkerungsdichte beträgt 646,3/km². 97,96 % der Stadtbevölkerung sind Weiße, 0,19 % Afroamerikaner, 0,26 % Indianer, 0,39 % Asiatische Amerikaner, 0,05 % Pazifische Insulaner, 0,37 % von anderer Herkunft, 0,77 % von zwei oder mehr Rassen. 0,87 % der Bevölkerung sind Latinos jeglicher Rasse.
Von den 3803 Haushalte haben 33,1 % Kinder unter 18 Jahren. 51,4 % davon sind verheiratete, zusammenlebende Paare, 11,2 % sind alleinerziehende Mütter, 33,2 % sind keine Familie. 28,9 % der Haushalte sind Singles und 11,9 % haben Bewohner über 65 Jahre. Ein Durchschnittshaushalt hat 2,43 und eine Durchschnittsfamilie 2,99 Bewohner.
26,2 % der Einwohner sind unter 18, 9,7 % zwischen 18 und 24, 28,5 % zwischen 25 und 44, 20,2 % zwischen 45 und 64 und 15,6 % sind über 65. Das Durchschnittsalter beträgt 35 Jahre. Das Verhältnis zwischen Frauen und Männern beträgt 100:89,7, für Einwohner über 18 beträgt das Verhältnis 100:85,9.
Das Durchschnittseinkommen eines Haushalts beträgt 38.531 $, das Durchschnittseinkommen einer Familie 45.456 $. Männer haben ein Durchschnittseinkommen von 34.523 $, Frauen 23.478 $. Das Pro-Kopf-Einkommen in der Stadt beträgt 18.976 $. 8,9 % der Bevölkerung und 8,4 % der Familien leben unterhalb der Armutsgrenze. Von diesen sind 11,6 % unter 18 und 9,3 % über 65 Jahre alt.

## Armstrong Air and Space Museum
Zu Ehren von Neil Armstrong wurde das Armstrong Air and Space Museum errichtet, ein futuristisches Luft- und Raumfahrtmuseum.

## Städtepartnerschaften
Die Stadt Wapakoneta unterhält eine Städtepartnerschaft mit der nordrhein-westfälischen Stadt Lengerich.

## Söhne und Töchter der Stadt
- Kent Boyd, Tänzer
- Joseph William Tell Duvel (1873–1946), Kulturtechnologe
- Neil Armstrong (1930–2012), Testpilot und Astronaut, erster Mensch der den Mond betrat
- Dudley Nichols (1895–1960), Drehbuchautor und Regisseur